# Stade Mikheil-Meskhi
 (mars 2025).
Si vous disposez d'ouvrages ou d'articles de référence ou si vous connaissez des sites web de qualité traitant du thème abordé ici, merci de compléter l'article en donnant les références utiles à sa vérifiabilité et en les liant à la section « Notes et références ».
Le stade Mikheil-Meskhi (en géorgien: მიხეილ მესხის სტადიონი) est un stade de football et de rugby situé à Tbilissi en Géorgie, également connu sous le nom stade Lokomotivi. Il est nommé d'après le footballeur géorgien de renommée internationale Mikheil Meskhi.
Le stade accueille principalement les matchs du Lokomotiv Tbilissi mais également ceux de l'Équipe de Géorgie de football ainsi que ceux de l'Équipe de Géorgie de rugby à XV.

## Histoire
Il est surtout utilisé pour les matchs de football, et parfois pour les matchs de rugby à XV. Le stade a été rénové en 2001 et a une capacité de 27 223 places dont 25 000 assises. Il est le deuxième plus grand stade en Géorgie, après le stade Boris-Paichadze. 

## Événements
- Festival olympique de la jeunesse européenne 2015
- Championnat d'Europe de football des moins de 19 ans 2017